# Pokračovatelé Kosmovi
Pokračovatelé Kosmovi je souhrnný název pro středověké autory přímo či nepřímo navazující na Kosmovu kroniku, nejvýznamnější historické dílo raných českých dějin, které sepsal kronikář Kosmas zemřelý roku 1125. Na kroniku úzce navazují Kanovník vyšehradský a Mnich sázavský, anonymní autoři nazývaní podle místa působení. Oba se řadí mezi první pokračovatele Kosmovy popisující události do konce 12. století, pozdní druzí pokračovatelé Kosmovy pak popisují období posledních Přemyslovců. Označení odráží i to, že díla těchto autorů zdaleka nedosahují úrovně Kosmovy kroniky a nových vrcholů česká středověká historiografie dosáhla až po dvou staletích na počátku 14. století ve Zbraslavské a Dalimilově kronice.

## První pokračování Kosmovo
Kanovník vyšehradský přímo navazuje na text Kosmovy kroniky končící rokem 1125 a líčí období vlády Soběslava I. v letech 1126–1140 a rok 1141. Tomuto knížeti je plně oddán, vidí v něm ideál panovníka a dílo je mu tendenčně nakloněno. V textu je znát i vlastenecké a protiněmecké zaměření, například hned na počátku v líčení vítězství Čechů v bitvě u Chlumce. Neznámý autor je na základě analýzy zmínek v textu považován za kanovníka vyšehradské kapituly. Asi o deset let později připojil neznámý autor k tomuto letopisu tzv. Vypravování o odboji popisující odboj Konráda Znojemského na počátku vlády knížete Vladislava II. roku 1142.
Mnich sázavský Kosmovu kroniku doplnil zejména o dějiny Sázavského kláštera a napsal pokračování kroniky pro léta 1126–1162. Nejvýznamnějším doplňkem Kosmovy kroniky je ucelené pojednání o legendárním založení kláštera svatým Prokopem obohacené o účast knížete Oldřicha. Dílo lze považovat za první českou klášterní kroniku, zatímco Kosmas jako nepřítel slovanské liturgie se o Sázavském klášteře vůbec nezmiňuje. Pokračování kroniky zahrnuje období Soběslava a část vlády Vladislava II. Autor byl členem Sázavského kláštera, smýšlením Čech hájící českou samostatnost vůči německé výbojnosti, konečnou redakci textu vytvořil v 70. letech 12. století.
Události 2. poloviny 12. století zachytili dva na sebe navazující nepřímí pokračovatelé Kosmovi, Vincentius a Jarloch. Vincentius (zemřel kolem 1174) byl učený kaplan pražského biskupa Daniela I., roku 1158 se s Vladislavem II. zúčastnil tažení císaře Fridricha I. Barbarossy proti Milánu a je autorem nedokončené kroniky Vladislavovy vlády v letech 1140–1167 se zvláštním zřetelem k zahraničnímu působení a kulturním poměrům. Jarloch (Gerlach) byl opat premonstrátského Milevského kláštera původem z Porýní, který zemřel kolem roku 1230. Dílo, z něhož se zachovala část končící rokem 1198, začal psát až na začátku 13. století a je na rozdíl od svých předchůdců více než stoupenec českých knížat zastáncem církevní emancipace.

## Druhé pokračování Kosmovo
Jako tzv. Druhé pokračování Kosmovo je chápán text letopisného svodu, který je obsažen v tzv. Dražickém kodexu, který byl před rokem 1343 sepsán pro pražského biskupa Jana IV. z Dražic. Obsahuje opis Kosmovy kroniky, výpisky z Jarlochova letopisu, podrobné svědectví o činnosti děkana pražské kapituly Víta a další chronologické poznámky.